# Djuptjärnet (Skillingmarks socken, Värmland)
Djuptjärnet är en sjö i Eda kommun i Värmland och ingår i Göta älvs huvudavrinningsområde. Sjön är 33,5 meter djup, har en yta på 0,101 kvadratkilometer och är belägen 262,4 meter över havet. Sjön avvattnas av vattendraget Skårsälven.

## Delavrinningsområde
Djuptjärnet ingår i det delavrinningsområde (662850-128510) som SMHI kallar för Utloppet av Skårsjön. Medelhöjden är 263 meter över havet och ytan är 29,4 kvadratkilometer. Det finns inga avrinningsområden uppströms utan avrinningsområdet är högsta punkten. Skårsälven som avvattnar avrinningsområdet har biflödesordning 4, vilket innebär att vattnet flödar genom totalt 4 vattendrag innan det når havet efter 288 kilometer. Avrinningsområdet består mestadels av skog (84 procent). Avrinningsområdet har 0,95 kvadratkilometer vattenytor vilket ger det en sjöprocent på 3,2 procent.